# مناطق تحت حفاظت سازمان محیط زیست ایران
مناطق تحت حفاظت سازمان محیط زیست ایران، مناطق با ارزش زیست‌محیطی است که توسط سازمان حفاظت محیط زیست ایران مدیریت می‌شوند. این سازمان، مناطق حفاظت‌شده ایران را در قالب ذخیره‌گاه‌های زیست‌کره، مناطق چهارگانه (پارک‌های ملی، آثار طبیعی ملی، پناهگاه‌های حیات وحش، مناطق حفاظت‌شده) و مناطق شکارممنوع تحت حفاظت دارد.
تا اردیبهشت ۱۴۰۳، مساحت مناطق تحت حفاظت ایران ۱۹ میلیون و ۵۰۰ هزار هکتار (۱۹۵٬۰۰۰ کیلومتر مربع) یعنی حدود ۱۱٫۸ درصد از خاک کشور بوده است.

## تاریخچه
تصویب قانون حفاظت و تشکیل کانون شکار ایران در سال ۱۳۳۵، نخستین اقدام مدون برای حفظ جمعیت و تنوع جانوران در ایران به‌شمار می‌آید. از این رو، زمینه تأسیس یک نهاد دولتی جدید به‌نام سازمان شکاربانی و نظارت بر صید در سال ۱۳۴۶ فراهم شد. در این سال، سازمان یاد شده به‌عنوان یک دستگاه مستقل دولتی و زیر نظر شورای‌عالی شکاربانی و نظارت بر صید، جایگزین کانون شکار شد. در قانون‌های مربوط به این سازمان، امکان اختصاص بخش‌هایی از کشور به پارک‌های ملی (در آن زمان پارک حیات وحش نامیده می‌شد) و منطقه‌های حفاظت شده با تعریف‌های معین فراهم شد. به این ترتیب اولین سنگ بنای مناطق حفاظت شده ایران در سال ۱۳۴۶، یعنی ۹۵ سال پس از احداث اولین پارک ملی جهان (پارک ملی یلو استون در آمریکا) و ۱۹ سال پس از بنیانگذاری اتحادیه جهانی حفاظت از طبیعت و منابع نهاده شد. در این سال پیشنهاد تأسیس دو پارک ملی و پانزده منطقه حفاظت شده به‌عنوان نخستین گروه از مناطق حفاظت شده ایران به تصویب شورای‌عالی شکاربانی و نظارت بر صید رسید.

### ممنوعیت ورود زنان در اواخر دهه ۱۳۹۰
در سال ۱۳۹۹، همزمان با فرا رسیدن فصل جفتگیری مَرال‌ها (گوزن‌های ایران)، سازمان حفاظت محیط زیست ایران، بخشنامه‌ای صادر کرد که حضور زنان فعال محیط زیست و خبرنگاران زن را در مناطق چهارگانه محیط زیست این کشور، ممنوع کرد. هرچند بعداً این موضوع تکذیب شد، اما فرد تکذیب‌کننده، به نحوی موضوع را تأیید کرد و گفت: «حراست یک استان با این ماجرا سلیقه‌ای برخورد کرده است…».

## مناطق تحت حفاظت

### ذخیره‌گاه‌های زیست‌کره
ذخیره‌گاه‌های زیست‌کره در ایران تا پایان سال ۲۰۲۰ شامل ۱۳ منطقه از پارک‌های ملی، آثار طبیعی، پناهگاه‌های حیات وحش و مناطق حفاظت‌شده است. ایران زمینی به مساحت ۱٫۶۴ میلیون کیلومتر مربع را تشکیل می‌دهد که زیستگاه بیش از ۸۰۰۰ گونهٔ گیاهی ثبت‌شده (تقریباً ۲۵۰۰ گونهٔ بومی)، ۵۰۲ گونه پرنده، ۱۶۴ پستاندار، ۲۰۹ خزنده، ۳۷۵ گونه پروانه را پشتیبانی می‌کند.

### مناطق چهارگانه
مناطق چهارگانه سازمان حفاظت محیط زیست ایران عبارتند از:
1. پارک ملی، چشم‌اندازهای طبیعی دارای اهمیت ملی و جهانی (۲۶ پارک ملی)
2. اثر طبیعی ملی، پدیده‌ها یا مجموعه‌های گیاهی جانوری کم‌نظیر (۳۵ اثر طبیعی ملی)
3. پناهگاه حیات وحش زیستگاه‌های نمونه جانوران وحشی (۴۲ پناهگاه)
4. منطقه حفاظت‌شده اراضی ویژه زیست‌محیطی (۱۵۰ منطقه حفاظت‌شده)[۵][۶]

### مناطق شکارممنوع
منطقه شکارممنوع برای ترمیم جمعیت جانوری اختصاص داده می‌شود؛ که می‌توان آن را با توجه به سایر معیارها، به عنوان یکی از مناطق چهارگانه تحت مدیریت سازمان حفاظت محیط زیست ایران تعیین کرد.
توسط سازمان حفاظت محیط زیست ایران ۱۵۳ منطقه شکارممنوع شناخته و معرفی شده است. (۱۵۳ منطقه شکارممنوع)
ایران، دارای شرایط اقلیمی متنوعی است به‌طوری‌که از ۱۳ اقلیم شناخته شده در جهان، ۱۱ نوع آن در ایران وجود دارند. در عین حال شاخص‌های پایداری محیط زیست ایران در وضعیت نامناسبی قرار ندارند و با کسب رتبه ۱۳۲ بین ۱۴۶ کشور در انتهای جدول مربوط قرار گرفته است.

## فهرست مناطق تحت حفاظت
فهرست مناطق تحت حفاظت محیط زیست ایران ارائه شده توسط سازمان حفاظت محیط زیست ایران تا سال 1400.

### ذخیره‌گاه‌های زیست‌کره
ذخیره‌گاه‌های زیست‌کره در ایران به ترتیب زمان ثبت عبارتند از:
ارسباران (۱۹۷۶)، ارژن و پریشان (۱۹۷۶)، گنو (۱۹۷۶)، گلستان (۱۹۷۶)، حرا (۱۹۷۶)، کویر (۱۹۷۶)، دریاچه ارومیه (۱۹۷۶)، میانکاله (۱۹۷۶)، توران (۱۹۷۶)، دنا (۲۰۱۰)، تنگ صیاد و سبزکوه (۲۰۱۵)، هامون (۲۰۱۶)، کپه‌داغ (۲۰۱۸)

### مناطق شکارممنوع
- منطقه شکار ممنوع دیلمان
- منطقه شکار ممنوع کوه گرم
- منطقه شکارممنوع انجرک
- منطقه شکارممنوع بصیران
- منطقه شکارممنوع بیان
- منطقه شکارممنوع توت‌سیاه
- منطقه شکارممنوع دربندمشکول
- منطقه شکارممنوع ستبله
- منطقه شکارممنوع سید مرتضی
- منطقه شکارممنوع شهربابک
- منطقه شکارممنوع کوه هوا و تنگ‌خور
- منطقه شکارممنوع کوه‌سیاه
- منطقه شکارممنوع نودرهنگ